# Rangau
Als Rangau wird die Landschaft zwischen dem Großraum Nürnberg und der Frankenhöhe in Mittelfranken bezeichnet.

## Lage und Grenzen
Der Rangau umfasst den Landkreis Fürth, den südöstlichen Teil des Landkreises Neustadt/Aisch-Bad Windsheim und Teile des Landkreises Ansbach. Teilweise wird auch noch der westliche Landkreis Roth bis zur Altmühl als südlicher Rangau zum Rangau gezählt.
Er wird im Osten von der Achse Erlangen-Nürnberg-Pleinfeld begrenzt, im Süden und Südwesten vom Altmühltal. Die Frankenhöhe grenzt den Rangau im Westen und die Aisch im Norden ab.

## Naturräumliche Gliederung
Der Rangau entspricht in etwa dem Südwestlichen Mittelfränkischen Becken westlich von Nürnberg/Fürth/Erlangen bis zum Altmühltal.
- (zu 11 Fränkisches Keuper-Lias-Land)
  - (zu 113 Mittelfränkisches Becken)
    - 113.2 Ansbacher Hügelland
    - 113.3 Südliche Mittelfränkische Platten (ohne 113.30 Altmühltal)
    - 113.4 Spalter Hügelland

## Erhebungen im Rangau
- Klingenberg (411 m) südlich von Bruckberg (Mittelfranken)
- Kreuzstein (398 m) östlich von Kleinhaslach (Dietenhofen)
- Kesselberg (397 m) südlich von Cadolzburg
- Meckelasberg (394 m) nördlich von Zautendorf
- Dillenberg (386 m) nördlich von Deberndorf
- Fronberg (369 m) westlich von Großhabersdorf
- Babenberg (357 m) südlich von Neundorf (Aurachtal) und nordöstlich von Mausdorf (Emskirchen)

## Herkunft des Namens
Ursprünglich war der Rangau einer der fränkischen frühmittelalterlichen Gaue und bildete später ungefähr die Markgrafschaft Ansbach. Die Bezeichnung „Rangau“ leitet sich von dem bei Bad Windsheim in die Aisch mündenden Bach Rannach ab (Rannachgau).
Der Begriff findet vor allem im Tourismus Verwendung. Er wurde seit den 1930er Jahren vor allem vom späteren Kreisheimatpfleger Valentin Fürstenhöfer propagiert.

## Verkehr

### Bahnverkehr
Die Hauptstrecke im Norden des Rangau ist die Bahnstrecke Fürth–Würzburg. Davon zweigt bei Fürth die Nebenbahn nach Cadolzburg ab, die als Rangaubahn bezeichnet wird. Die Vizinalbahn Siegelsdorf-Markt Erlbach gehört ebenfalls zum stündlichen Verkehrsangebot in den Großraum Nürnberg-Fürth. Weiter nordwestlich zweigt bei Neustadt an der Aisch die Nebenstrecke nach Bad Windsheim ab.
Im Süden des Rangau ist die Hauptbahn die Strecke Nürnberg–Crailsheim. Bei Wicklesgreuth zweigt die Nebenbahn nach Windsbach ab.
Die Bibertbahn, eine Nebenstrecke von Nürnberg-Stein nach Unternbibert mitten durch den Rangau, wurde 1971 bzw. 1986 stillgelegt und später abgebaut.

### Wanderwege
Nach dem Rangau sind die Fernwanderwege Rangau-Randweg, Rangau-Querweg, Rangau-Ostweg und Rangau-Pfalz-Weg benannt, die alle durch den Rangau führen.
Von Ost nach West verlaufen der Fränkische Jakobsweg und die Magnificat-Route des Fränkischen Marienwegs. Von Nord nach Süd verläuft die Rangau-Linie des Main-Donau-Wegs.
Regionale Fernwanderwege sind Ansbacher Weg, Aurach-Weg, Burggrafenweg, Deutschherrenweg, Jean-Haagen-Weg, Theodor-Bauer-Weg und Zollernweg.